# ロクラク
ロクラク（録楽）とは、株式会社日本デジタル家電が発売しているデジタル家電の一種。

## 概要
TVチューナーを内蔵したレコーダーであり、モデルによりハードディスク内蔵タイプと外付けタイプがある。地デジレコーダとしても使えるモデルもある。

## 著作権と判例
ロクラクⅡを2台用意することでインターネットを利用して親子ビデオとしての利用が可能であるが、日本デジタル家電が本機のレンタルサービス（「ロクラクIIビデオデッキレンタル」）を行っている事に対して、テレビ局10社よりこれが著作権の侵害であるとして裁判が起こされた。東京地方裁判所では原告勝訴（2008年03月17日）、知財高裁では著作権は侵害していないという判決（2009年01月17日）が出ている。原告側は最高裁判所に上告した。
2010年12月16日最高裁判所第一小法廷（金築誠志裁判長）で双方の意見を述べる弁論が行われた。判決は2011年1月20日にあり、破棄差し戻しとなった。差し戻し控訴審は2012年1月31日に判決があり、差止請求、損害賠償請求共に認められた。
※類似の裁判として「永野商店」の「まねきTV」の裁判が2010年12月14日に最高裁判所第三小法廷（田原睦夫裁判長）で弁論が行われ
、判決が2011年1月18日に出た。こちらも差し戻し控訴審で差止請求、損害賠償請求共に認められた。